# Tres días para nunca
Three Days to Never es una novela de fantasía de 2006 de Tim Powers . La cual en su mayoría ocurre con  las novelas de Powers, misma que propone una historia secreta en la que los hechos reales tienen causas sobrenaturales y personajes históricos destacados se han visto envueltos en actividades sobrenaturales u ocultas. La novela fue preseleccionada para el Locus Fantasy Award en 2007, así como para el Mythopoeic Fantasy Award for Adult Literature en el mismo año.

## Trama
La acción se desarrolla principalmente en el sur de California,  pocos días durante el mes de agosto del año  1987.
Frank Marrity (un viudo) y su amada hija de doce años, Daphne, se ven envueltos en un peligroso mundo oculto cuando su abuela (cariñosamente llamada "Grammar") muere en extrañas circunstancias. Pronto, Frank y Daphne que son perseguidos por agentes que saben mucho más sobre sus vidas que ellos—por ejemplo, que Grammar es Lieserl Maric, la hija de Albert Einstein, y que era amiga de Charlie Chaplin —y que los tres había descubierto secretos para viajar en el tiempo y había encontrado cómo cambiar eventos anteriores, tal vez para complacerse a sí mismos.
Frank y Daphne, que desean vivir una vida normal (él enseña inglés en la Universidad de Redlands, ella también es aficionada a la literatura inglesa), encuentran sus vidas invadidas por agentes secretos y un anciano que se presenta a Frank como su padre desaparecido. En realidad, es un Frank mayor, del año 2006, que se ha encontrado en una miserable vida alcohólica, pero recuerda una línea de tiempo anterior en la que era feliz. Debido a que Daphne murió en esa línea de tiempo, el viejo Frank piensa que si ella muere ahora, él volverá a la vida feliz de 2006.
Lieserl "Grammar" Marrity, con la ayuda de su padre Einstein y su amigo Chaplin, había creado una máquina del tiempo (una " maschinchen "), que guarda en un pequeño edificio anexo llamado Kaleidoscope Shed. Los componentes de la máquina son una esvástica de filamentos de oro; una losa de cemento (ficticia) con huellas de manos, huellas y firma de Chaplin, fechada en 1928, de la explanada del Teatro Chino de Grauman ; una cinta de vídeo de A Woman of the Sea, una película perdida que Chaplin realizó en 1926; y un paquete de cartas de Einstein a Grammar. La máquina del tiempo, tal como se describe, funciona tanto mística como científicamente. Este tipo de síntesis de modos de ficción especulativa (y de MacGuffins ) es típica de las novelas de ciencia ficción y fantasía combinadas de Powers.
La película de Chaplin se ha grabado sobre una cinta VHS comercial de Pee-wee's Big Adventure ; cuando Daphne lo ve, reacciona con tal horror y miedo que golpea pirocinéticamente y quema tanto la cinta como su osito de peluche en su habitación de arriba. Esta acción psíquica atrae la atención de dos grupos de agentes extranjeros que buscan la máquina del tiempo.
Los agentes aparentemente simpatizantes son del Mossad, un miembro del cual desea viajar en el tiempo para cambiar ciertos eventos durante la Guerra de los Seis Días, que lo dejó lisiado, mientras que un grupo opuesto, llamado Vespers, quiere asesinar a Frank Marrity por razones que no puede entender.
El viejo Frank advierte a los jóvenes Frank y Daphne que no coman en un restaurante italiano, pero lo ignoran y van a almorzar a Alfredo's. Daphne se atraganta con un bocado de comida y Frank realiza una traqueotomía de emergencia, salvándole la vida. Cuando está hospitalizada, reciben la visita de Oren Lepidopt, un katsa del Mossad, que se hace pasar por Eugene Jackson de la Agencia de Seguridad Nacional . Mientras está allí, ve aparecer un dybbuk en la televisión de la habitación del hospital e intenta poseer a Daphne, pero Lepidopt los rescata. Creyendo sus declaraciones, Frank y Daphne, por defecto, se unen al equipo del Mossad.
Los Vesper intentan secuestrar a los Marrity cooptando al cuñado de Frank, Bennett, para que los entregue por 50.000 dólares. Bennett los lleva a la casa de Grammar, pero luego cambia de opinión y salva a Frank y Daphne del asesinato. Bennett lleva a Frank, Daphne y su esposa Moira (la hermana de Frank) a una casa en Hollywood Hills . Frank contacta a Lepidopt y le dice cómo encontrar el maschinchen en el cobertizo del caleidoscopio de la gramática. En cuestión de minutos, el equipo de Lepidopt recupera la máquina antes de que Vespers y el viejo Frank puedan llegar a ella.
En Hollywood Hills, el grupo Vespers secuestra con éxito a Daphne, momento en el que uno de ellos, Charlotte Sinclair, una psíquica ciega, cambia de bando y se une a Frank para salvar a Daphne. Habiendo perdido la vista en un accidente a la edad de 19 años, quiere la máquina de viajar en el tiempo para cancelar su línea de tiempo actual y comenzar de nuevo, evitando tanto el accidente como su conflictiva vida actual. Ella y Frank se sienten atraídos románticamente el uno por el otro.
Los Vespers llevan a Daphne a su escondite en Palm Springs . El equipo del Mossad, con los jóvenes Frank y Charlotte, lleva los componentes de la máquina del tiempo al Wigwam Motel en San Bernardino, California, para usarlo como ayuda para una sesión de espiritismo, cada uno de ellos con la esperanza de lograr sus diversos objetivos. Experimentan una especie de alucinación de la fantasiosa historia de Powers sobre lo que "realmente" les sucedió a Einstein, Chaplin y Lieserl durante las décadas de 1920 y 1930, incluida una explicación psíquica/viaje en el tiempo del terremoto de Long Beach de 1933 .
Daphne, capturada y atada por los Vespers, usa sus poderes mentales para prender fuego a su cuartel general. La tranquilizan y huyen, pero el enlace telepático de Frank lo ha alertado de lo que ella hizo. Los agentes del Mossad encarcelan a Frank y Charlotte en la parte trasera de su camioneta y se dirigen a Palm Springs, donde se pretende que Lepidopt viaje en el tiempo a la Guerra de los Seis Días; ambos equipos, usando diferentes habilidades mágicas, convergen gradualmente entre sí. Lepidopt, con las manos sobre la losa de hormigón de Chaplin, duda, y las Vísperas rodean la furgoneta del Mossad.
La novela culmina con un tiroteo en El Mirador Medical Plaza en Palm Springs, en el que varios personajes principales mueren a tiros. Lepidopt finalmente se anima a "saltar", pero retrocede solo dos minutos en el tiempo; aun así, esto es suficiente para cambiar la línea de tiempo y salvar a Frank, Daphne y Charlotte, aunque él mismo muere. Los detalles están envueltos en el Epílogo, cuando los tres asisten al funeral de Grammar. Bennett Bradley comparte los $50,000 con los Marrity.

## Caracteres

### La familia Marry
- Lieserl Maric (1902-1987) - La hija de Albert Einstein, se cambió el nombre del serbio "Lieserl Maric" al irlandés "Lisa Marrity". Madre de Derek Marrity, abuela de Frank y Moira Marrity y bisabuela de Daphne Marrity. Aunque se la encuentra muerta en el Prólogo (habiéndose teletransportado al Monte Shasta durante la Convergencia Armónica de agosto de 1987), sus acciones pasadas, específicamente el diseño de la máquina del tiempo, afectan el resto de la novela.
- (Joven) Frank Marrity (n. 1952) - El protagonista de 35 años, es profesor de inglés y está dedicado a su hija, con quien a veces tiene contacto telepático. Se enamora de Charlotte Sinclair, a pesar de que ella recibió el encargo de matarlo.
- Daphne Marrity (n. 1975): la precoz hija de Frank de 12 años, tiene el poder ocasional de la piroquinesis y algunos personajes la llaman poltergeist . En una línea de tiempo alternativa, se convirtió en una alcohólica que vivía en un hogar de odio mutuo con su padre, y lo atropelló con un automóvil, causándole un dolor crónico en la pierna. En la secuencia temporal de 1987 de la novela, ella lo ama.
- (Antiguo) Frank Marrity (n. 1952) - Habiendo viajado en el tiempo de 2006 a 1987, su objetivo es salvar a su yo más joven de una vida de miseria. El viejo Frank recuerda dos líneas de tiempo; Vida (A), en la que Daphne murió, pero Frank se volvió a casar y tuvo una vida feliz y exitosa, y Vida (B), en la que Daphne sobrevivió y vivieron juntos en un parque de casas rodantes como alcohólicos odiosos. Se une a los Vespers para reorganizar el mundo para que Daphne nunca existiera y para que él pueda volver a la Vida (A).
- Moira Marrity Bradley: la hermana menor de Frank, casada con Bennett Bradley.
- Bennett Bradley : un buscador de locaciones de películas, tiene un poco de hambre de dinero y está resentido con Frank, pero finalmente se pone del lado de Frank y Daphne contra los Vespers.
- Derek Marrity - Asesinado por los Vespers en 1955, sus hijos pensaron que los había abandonado. Su cabeza momificada viaja con los Vespers en su autobús y puede responder ciertas preguntas susurrando o mediante una tabla Ouija .

### El equipo del Mossad
- Oren Lepidopt: un katsa del Mossad de 40 años, tiene una desventaja extraña: a veces, se le da una convicción inesperada de que una acción que acaba de realizar es un evento que nunca volverá a experimentar. o morirá. (Estas acciones incluyen tocar el Muro Occidental, acariciar a un gato, escuchar el timbre de un teléfono y comer un sándwich de atún. ) Su objetivo es conseguir la máquina del tiempo para arreglar ciertos eventos en la Guerra de los Seis Días de 1967. Ama a su hijo pequeño, Louis, y a veces duda en el curso de la acción porque le preocupan los efectos que podría tener sobre Louis.
- Ernie Bozzaris: miembro del Mossad de 28 años; es asesinado a tiros por Paul Golze.
- Bert Malk - Otro agente del Mossad.
- Sam Glatzer: un "vidente remoto", es decir, un psíquico que puede escuchar conversaciones a muchos kilómetros de distancia; después de informar al equipo de una conversación entre Frank y Daphne, y el hecho de su piroquinesis, muere.
- Aryeh Mishal: un agente anciano que ingresa a la novela bastante tarde para arreglar la misión que, en su opinión, Lepidopt ha estropeado.

### las vísperas
Las Vísperas son "una supervivencia secreta de los verdaderos albigenses, los filósofos naturales del siglo XII del Languedoc cuyos descubrimientos en las áreas del tiempo y la llamada reencarnación habían alarmado tanto a la Iglesia Católica que el Papa Inocencio III había ordenado que todo el grupo fuera borrado". afuera." Han descubierto el Santo Grial y esperan usarlo como un componente del viaje en el tiempo; en el siglo XX, trabajaron con el gobierno nazi de Adolf Hitler para conseguir financiación, aunque no por motivos políticos. A menudo viajan en grupo en un autobús negro.
- Denis Rascasse - Francés, es el líder del equipo que busca la máquina del tiempo en los Estados Unidos. Es capaz de proyectarse astralmente, y cuando le disparan, a la mitad de la novela, mientras literalmente flota cerca de la muerte, aún puede comunicarse con su equipo y darles órdenes.
- Paul Golze: una especie de lugarteniente de Rascasse, trata con Old Frank y le promete un trato a cambio de una explicación de cómo encontrar y usar la máquina del tiempo.
- Charlotte Sinclair - Cegada por un accidente a la edad de 19 años, es capaz, psíquicamente, de ver a través de los ojos de cualquiera que esté cerca de ella. Su deseo es que su vida sea "negada" y volver a su infancia, para poder evitar el accidente y su vida infeliz. Un gran bebedor. Al final de la novela, deja los Vespers para trabajar con el Mossad y se enamora de Frank Marrity.
- Roger Canino: jefe de seguridad de Vespers en su recinto en Amboy, California .

## Recepción de la crítica
El autor de ciencia ficción James K. Morrow, al reseñar la novela para The Washington Post, admiró el "brio, la bravuconería y una medida saludable de locura" de Powers al escribir el libro, y lo llamó "una tortilla de género seductora, una mezcla de formas que van desde alternativas de la historia a la ciencia ficción, de la fantasía urbana al suspenso oculto, de la aventura de espionaje al thriller de detectives duro al estilo de Ross Macdonald en el sur de California".
John Clute escribe que la novela es un "12 pasos a la luz del día" un tanto ridículo en el que, felizmente, "la vida es un juego que se puede jugar": "En esta casa de la historia que suena, se desarrolla una trama típica de Tim Powers. Como de costumbre, no hay una forma sencilla de hacer una sinopsis: no solo hay dos fuerzas encubiertas opuestas que intentan hacerse con el control del MacGuffin, que parece al Grial, que al final cambia el mundo varias veces antes de evaporarse, sino que la premisa central implica viaje en el tiempo, que nunca se puede explicar, no realmente. . . . Una cierta parte de Three Days se dedica a dejar perplejos a los lectores legos con exégesis de las implicaciones teológicas y prácticas del descubrimiento de Einstein, el viaje en el tiempo maschinchen que ocultó después del desastre de 1933. . ." Clute dice que la novela no es exactamente clara, pero "el libro termina en paz y cierre, y da alegría".
Andrew Santella escribió para The New York Times : "El último thriller de mezcla de géneros de Powers (llámelo una aventura de ocultismo/fantasía/espionaje/existencial con elementos de diatriba paranoica) trata de oscuros grupos de intrigantes internacionales que compiten para localizar un descubrimiento perdido de Albert Einstein que podría literalmente cambiar la historia. . . . Frank Marrity, un profesor de inglés, y su hija de 12 años, Daphne, se topan con el secreto de Einstein y luchan por descubrir qué significa y cómo mantenerlo fuera del alcance de los grupos misteriosos: ¿Mossad? la NSA? ¿Malos cabalistas?, que los persiguen. Su situación es tan terrible como se puede imaginar, pero les da a los héroes de Powers la oportunidad de confrontar su propio pasado. Puede que termines esta novela sobrecargada aún sin estar seguro de la conexión entre Einstein y la proyección astral, pero si cedes ante los saltos imaginativos y el ritmo incesante de Powers, es posible que encuentres que es una mera objeción".
Adam B. Vary de Entertainment Weekly, en una mini-reseña, le dio a la novela una calificación de B+: "En 1987, un padre viudo y su pequeña hija se ven envueltos en una intriga metafísica internacional que involucra viajes en el tiempo, misticismo judío y Albert Einstein. . . . Profundamente extraño, Charlie Chaplin juega un papel clave, pero de alguna manera todo funciona en la lógica narrativa astuta de Powers". 
Comparando partes de la novela con That Hideous Strength de CS Lewis, A Wrinkle in Time de Madeleine L'Engle y los escritos de John le Carré, Graham Greene y Len Deighton, el autor de ciencia ficción John Shirley escribió: "The ride we´´ asimilar esta maravillosa novela es gloriosa y apasionante. Y si tenemos una panoplia alucinante de lo fantástico para absorber, nos sentimos privilegiados de pagar el precio de la entrada: lo aceptamos todo como parte de la 'física de la metafísica' del sombríamente glorioso universo de Powers".
Thomas M. Wagner, de SFReviews.net, elogiando "la brillantez creativa de Powers", escribió: "Powers imagina ingeniosamente un mundo en el que los descubrimientos más vanguardistas de la física caminan de la mano de fenómenos paranormales, misticismo cabalista y suficientes rarezas para cinco temporadas cualesquiera de Expediente X" Si tuviéramos que extraer un mensaje de esta historia, podría ser que, por mucho que soñemos con volver atrás y cambiar acontecimientos de nuestro pasado que nos han hecho daño en un grado u otro, el sentido de la vida es avanzar a través del dolor, y no quedarnos en él, atormentándonos por no aprender nunca lecciones ni crecer como personas. Muchas novelas de suspense sobre viajes en el tiempo se centran en el artilugio o el truco; Tres días para nunca es ese raro tipo de thriller que nunca pierde de vista la humanidad que hay bajo la superficie".

## Trivialidades
- La casa de Grammar Marrity está ubicada en 204 Batsford Street en Pasadena. El apellido de soltera de la esposa de Tim Powers, Serena, era Batsford.[5]
- En las novelas de Powers, los personajes suelen estar bien familiarizados con la literatura y ofrecen citas a menudo en diálogo. En este caso, La Tempestad de William Shakespeare es la principal fuente literaria.